# Avvakko
Avvakko är en sjö i Gällivare kommun i Lappland och ingår i Kalixälvens huvudavrinningsområde. Sjön har en area på 0,91 kvadratkilometer och ligger 469,1 meter över havet.

## Delavrinningsområde
Avvakko ingår i det delavrinningsområde (748000-172201) som SMHI kallar för Utloppet av Avvakko. Medelhöjden är 514 meter över havet och ytan är 4,92 kvadratkilometer. Det finns inga avrinningsområden uppströms utan avrinningsområdet är högsta punkten. Vattendraget som avvattnar avrinningsområdet har biflödesordning 3, vilket innebär att vattnet flödar genom totalt 3 vattendrag innan det når havet efter 314 kilometer. Avrinningsområdet består mestadels av skog (57 procent) och kalfjäll (15 procent). Avrinningsområdet har 0,98 kvadratkilometer vattenytor vilket ger det en sjöprocent på 19,9 procent.